# Trúc phu nhân

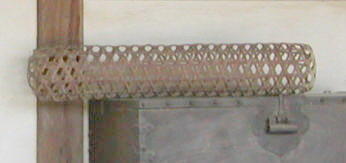
Phiên bản gối tre của Người Hàn

Trúc Phu Nhân ( 竹夫人  ; Mandarin : zhúfūrén; Quảng Đông : jūkfūyàhn; Việt : trúc phu nhân; tiếng Hàn Quốc: 죽부인, jukbuin  ; (tiếng Nhật) chikufujin  ), còn được gọi là một người vợ Hà Lan, trong tiếng Tagalog là kawil (nghĩa đen là lưỡi câu hoặc dây chuyền); ở Miến Điện là ဖက် လုံး và ở Indonesia là guling là gối ôm bằng tre rỗng, có kích thước gần bằng cơ thể con người.
Nguồn gốc từ thuật ngữ tiếng Anh "Người vợ Hà Lan" được cho là du nhập qua các câu chuyện dân gian từ thuộc địa Hà Lan (cũ) của Indonesia, nơi các thương nhân Hà Lan thường phải dành thời gian dài xa vợ đi làm ăn buôn bán. Một lời giải thích có khả năng hơn có liên hệ tới Dutch courage, Dutch auction hay to go Dutch.
Ở đây việc sử dụng từ từ "Hà Lan" là một cách dùng từ khá ranh mãnh hoặc không phổ cập. Nó được phát sinh vào thế kỷ 17 khi giữa Anh và Hà Lan nổ ra một loạt các cuộc chiến tranh. Qua đó, người Hà Lan bị người Anh coi là không đáng tin. Chính điều này sau đó đã lan sang Mỹ và các thuộc địa . Từ đây, có thể thấy việc sử dụng từ "Hà Lan" này được áp dụng trong các trường hợp như trong câu "bạn có thể tin tưởng tôi hoặc tôi là người Hà Lan".
Gối ôm bằng tre thường được đan bằng tay từ tre mía .

## Sử dụng
Trong mùa hè với cái nóng oi bức, cấu trúc tre thoáng mát hơn khi chạm vào so với gối vải hoặc tấm trải giường. Gối ôm được người dùng ôm ấp, và trở thành vật đồng hành của con người khi ngủ, vị trí này phơi bày lượng cơ thể tối đa để làm mát. Thiết bị này và các thiết bị khác, chẳng hạn như gối có hình dạng tương tự, cũng có thể làm giảm đau lưng dưới khi đặt giữa hai chân trong thời gian ngủ.

## Biến thể
Trúc Phu Nhân và các biến thể của nó ở các quốc gia khác có nguồn gốc và sử dụng ở Đông Á và Đông Nam Á, bao gồm cả Philippines, là những khu vực có mùa hè nóng và ẩm.
Bây giờ gối ôm bằng tre ít phổ biến đến mức tuyệt chủng, có thể là do sự phổ biến của điều hòa không khí, đặc biệt là ở khu vực thành thị. Để thay thế cho "Trúc Phu Nhân" làm từ tre, chúng cũng có thể được làm từ bông hoặc các loại sợi tổng hợp khác. Những Trúc Phu Nhân làm bằng bông hoặc sợi tổng hợp khác vẫn được sử dụng rộng rãi ở Indonesia .

## Trong văn hóa
Bởi vì chikufujin được dệt thủ công từ các vật liệu rẻ tiền, chúng là một vật phẩm được sử dụng để ám chỉ sự nghèo nàn. Trong bộ phim Lady Snowblood của Nhật Bản, một nhân vật phụ (Kobue) giả vờ kiếm sống bằng cách dệt chikufujin để che giấu nghề nghiệp của cô là một cô gái điếm với cha mình.